# 内藤智秀
内藤 智秀（ないとう ちしゅう、1886年（明治19年）7月13日 - 1984年（昭和59年）7月24日）は、日本の西洋史学者。文学博士。庄内町名誉町民。パキスタン協会副会長。

## 略歴
1886年（明治19年）7月13日、山形県東田川郡余目町古関（現・庄内町）の寺院・玄通寺に生まれる。荘内中学校（現・山形県立鶴岡南高等学校）卒業、第七高等学校造士館（現・鹿児島大学）を経て、1912年（明治45年）7月10日、東京帝国大学文学部西洋史学科を卒業。
卒業後は、鹿児島県の中学校教員、東京大学図書館司書、山形高等学校（現・山形大学）教授を経て、外務省に入省。トルコ、イラン、アラビアなどで勤務しつつ、中東文化を研究した。1929年（昭和4年）に帰国。帰国後は、東京女子高等師範学校（現・お茶の水女子大学）教授、國學院大學教授、慶應義塾大学教授、聖心女子大学教授をつとめた。パキスタン協会副会長としても活躍した。1979年（昭和54年）余目町名誉町民（現・庄内町名誉町民）。
1984年（昭和59年）7月24日に死去。享年98。

## 著作物

### 著書
- 出版年月日不明 - 『オスマン・パシヤの横浜へ上陸する迄』
- 出版年月日不明 - 『第十九世紀史. 第2』 雄山閣
- 出版年月日不明 - 『第十九世紀に於ける歴史観』
- 1920年（大正9年） - 『世界宗教一揆史』 天佑社
- 1931年（昭和6年） - 『最近欧米国際関係』 東洋図書
- 1931年（昭和6年） - 『日土交渉史』 泉書院
- 1932年（昭和7年） - 『史学概論. 第1輯』 高原書店
- 1933年（昭和8年） - 『史学概論. 第2輯』 高原書店
- 1934年（昭和9年） - 『西洋史概観』 教育研究会
- 1934年（昭和9年） - 『土耳其国民性』 日土協会
- 1935年（昭和10年） - 『史学概説』 章華社
- 1935年（昭和10年） - 『西方』 岩波書店
- 1936年（昭和11年） - 『近世猶太主義』
- 1936年（昭和11年） - 『世界大戦』 建設社
- 1936年（昭和11年） - 『世界文化史. 近代篇』 章華社
- 1940年（昭和15年） - 『歴史学概論』 建文館
- 1941年（昭和16年） - 『西洋現代史』
- 1942年（昭和17年） - 『東西文化の融合』 六盟館
- 1942年（昭和17年） - 『トルコ民族の風俗』 八木書店
- 1942年（昭和17年） - 『ロシアの東方政策』 目黒書店
- 1943年（昭和18年） - 『西アジア民族史』 今日の問題社
- 1948年（昭和23年） - 『イスラム文化』 東光協会出版部
- 1949年（昭和24年） - 『新修世界史』 富士書房
- 1949年（昭和24年） - 『西洋歴史の話』 高畠華宵（絵） 広島図書
- 1950年（昭和25年） - 『マホメット』 高畠華宵（絵） 富士書房

### 共著
- 1914年（大正3年） - 『巴爾幹の変遷』 長瀬鳳輔（共著者） 冨山房
- 1916年（大正5年） - 『現代バルカン』 長瀬鳳輔（共著者）東京宝文館
- 1941年（昭和16年） - 『中アジアの風雲』 目黒書店
- 1942年（昭和17年） - 『西南アジアの趨勢』 小辻節三、小林元（共著者） 目黒書店
- 1943年（昭和18年） - 『西亜細亜民族』 三島安精、岡島誠太郎 （共著者） 六盟館
- 1949年（昭和24年） - 『世界史の要領 : 新制高等学校用』 有高巌（共著者） 社会科教育研究社
- 1952年（昭和27年） - 『世界史』 有高巌（共著者） 池田書店

### 共編
- 1920年（大正9年） - 『名文の秘訣及文例』 鷲見義直（共編者） 一誠社
- 1921年（大正10年） - 『文章の作方及文例』 鷲尾義直（共編者） 一誠社

## 家族・親族
- 弟：内藤秀因 - 画家、庄内町名誉町民

## 参考資料
- 『庄内人名辞典』[要文献特定詳細情報]
- 『荘内日報』1988年（昭和63年）10月 郷土の先人・先覚